# Alaerato fedosovi
Alaerato fedosovi is een slakkensoort uit de familie van de Eratoidae. De wetenschappelijke naam van de soort werd voor het eerst geldig gepubliceerd in 2018 door Fehse.